# Draconarius grossus
Draconarius grossus là một loài nhện trong họ Amaurobiidae.
Loài này thuộc chi Draconarius. Draconarius grossus được miêu tả năm 2009 bởi Zhu & Jun Chen.